# Путінцево
Пу́тінцево (каз. Путинцево) — село у складі Алтайського району Східноказахстанської області Казахстану. Входить до складу Малеєвського сільського округу.
Населення — 496 осіб (2021; 945 у 2009, 1732 у 1999, 2647 у 1989).
У період 1957-1997 років село мало статус селища міського типу.